# Mardancho
El río Mardancho es un pequeño afluente del río Ebro, en España. Nace en las lomas de Valdelomar, en el valle de Valderredible (Cantabria). Al final de su recorrido atraviesa la localidad de Villanueva de la Nía. Tiene aproximadamente 1 metro de ancho y unos 20-30 centímetros de profundidad. En sus aguas viven cangrejos y crecen plantas como berros y juncos. Sus afluentes principales son el Rucandio y el Rucardén.
- Datos: Q5996864